# María Victoria Walsh
María Victoria Walsh (Buenos Aires, 28 de septiembre de 1950-Ib., 29 de septiembre de 1976) fue una periodista y militante política argentina.

## Biografía
Fue hija del periodista y escritor Rodolfo Walsh y de Elina Tejerina, docente especializada en discapacidades visuales. Su hermana menor es la política Patricia Walsh. Pasó sus primeros años en la ciudad de La Plata.

## Trayectoria
A los 22 años comenzó a trabajar como periodista en el diario La Opinión, donde fue elegida como delegada gremial. En este diario tuvo conflictos muy fuertes con su director Jacobo Timerman, por quien sentía un profundo desprecio. Dejó el trabajo en La Opinión cuando, en el marco de la violencia política que vivía el país, Timerman comenzó a despedir a periodistas del diario bajo la acusación de que eran subversivos.
Tras haber adherido a ideas de izquierda revolucionaria, alrededor de los 22 años ingresó en la organización guerrillera Montoneros, militando como voluntaria en una villa miseria. Según su padre, a partir de esa experiencia desarrolló un ascetismo fuera de lo común. Llegó a ser oficial segunda de la organización y dirigió el departamento de prensa del frente sindical. Una vez que Montoneros pasó a la clandestinidad en septiembre de 1974, su apodo en el movimiento pasó a ser "Hilda".

## Vida personal
Se casó con Emiliano Costa, militante montonero a quien conoció cuando ambos eran delegados sindicales. En 1975 tuvieron una hija, Victoria, que nació meses después de que Costa fue detenido por su actividad militante. Desde entonces la pareja no volvió a tener contacto. Costa pasó varios años en cautiverio y luego recuperó la libertad.
Desde el golpe militar del 24 de marzo de 1976, Victoria Walsh pasó su vida refugiada en distintos lugares del Gran Buenos Aires.

## Muerte
Al día siguiente de cumplir 26 años, en la mañana del 29 de septiembre de 1976, un operativo militar con más de 150 soldados, tanques, autos y un helicóptero, rodeó la casa de la calle Corro n° 105, en el barrio de Villa Luro, en la que Victoria Walsh se encontraba junto a su hija de un año, a la familia que vivía en la casa y a miembros de la secretaría política de Montoneros. La niña fue escondida y Victoria Walsh junto a sus compañeros decidieron resistir el asedio. Después de aproximadamente una hora y media de resistencia, en la planta baja de la casa murieron tres militantes: Ismael Salame, Juan Carlos Coronel e Ignacio José Bertrán. Victoria Walsh y Alberto Molinas, secretario nacional de Montoneros, ubicados en la terraza, respondieron con ametralladoras a los disparos de los soldados. De acuerdo a los testimonios, Victoria se quitó la vida al agotarse las municiones. Según cuenta Rodolfo Walsh en la Carta a mis amigos, escrita tres meses después del episodio, un tiempo después llegó a sus oídos un testimonio de uno de los soldados presentes en el operativo: 
"De pronto —dice el soldado— hubo un silencio. La muchacha dejó la metralleta, se asomó de pie sobre el parapeto y abrió los brazos. Dejamos de tirar sin que nadie lo ordenara y pudimos verla bien. Era flaquita, tenía el pelo corto y estaba en camisón. Empezó a hablarnos en voz alta pero muy tranquila. No recuerdo todo lo que dijo. Pero recuerdo la última frase, en realidad no me deja dormir. —Ustedes no nos matan —dijo—, nosotros elegimos morir. Entonces ella y el hombre se llevaron una pistola a la sien y se mataron enfrente de todos nosotros."
La hija de Victoria Walsh quedó en manos del Ejército, que luego la devolvió a la familia de Emiliano Costa. También sobrevivió otra niña de nueve años y cuatro personas fueron detenidas. El enfrentamiento fue conocido como el Combate de la calle Corro o la Masacre de la calle Corro. Rodolfo Walsh brindó el testimonio del dolor por la muerte de su hija en su Carta a Vicki y en la ya mencionada Carta a mis amigos, donde dice:
"En el tiempo transcurrido he reflexionado sobre esa muerte. Me he preguntado si mi hija, si todos los que mueren como ella, tenían otro camino. La respuesta brota desde lo más profundo de mi corazón y quiero que mis amigos la conozcan. Vicki pudo elegir otros caminos que eran distintos sin ser deshonrosos, pero el que eligió era el más justo, el más generoso, el más razonado. Su lúcida muerte es una síntesis de su corta, hermosa vida. No vivió para ella, vivió para otros, y esos otros son millones."
Los asesinatos de la calle Corro comenzaron a ser investigados en 2015 en la causa por delitos de lesa humanidad denominada "I Cuerpo del Ejército". En mayo de 2017, su hermana Patricia Walsh se presentó como querellante en esa causa para solicitar expresamente que se investigue la muerte de María Victoria en el marco del terrorismo de Estado en Argentina.

## Reconocimientos
En marzo de 2018 la escritora María Moreno publicó el libro Oración. Carta a Vicki y otras elegías políticas, que se centra en la figura de Victoria Walsh, en su familia y en diversos aspectos de la lucha política.
En agosto de 2022, se publicó el libro de Sebastián Giménez, "Victoria siempre. Una novela sobre la vida militante de María Victoria Walsh (1950-1976)", editado por Sudestada. Intenta recrear la vida de la militante desde un relato ficcional.